# Longitarsus bergeali
Longitarsus bergeali es una especie de insecto coleóptero de la familia Chrysomelidae. Fue descrita científicamente en 1988 por Doguet & Gruev.